# Kleinblättriger Erbsenstrauch
Der Kleinblättrige Erbsenstrauch (Caragana microphylla) ist ein kleinwüchsiger, gelbblühender Strauch und ein Vertreter der Schmetterlingsblütler (Faboideae). Das natürliche Verbreitungsgebiet der Art liegt in Sibirien und Nordchina. Er wird zur Stabilisierung von Dünen und gegen Bodenerosion verwendet, jedoch nur selten als Zierpflanze.

## Beschreibung
Der Kleinblättrige Erbsenstrauch ist ein breitwüchsiger Strauch, der eine Wuchshöhe von 2 bis selten 3 Meter erreicht. Die Zweige sind kahl oder filzig behaart mit dunkelgrauer bis dunkelgrüner Rinde. Die Laubblätter sind in Blattstiel und Blattspreite gegliedert. Die Blattspreite ist gefiedert; die zehn bis zwanzig Blättchen sind 3 bis 10 Millimeter lang und 2 bis 8 Millimeter breit, verkehrt-eiförmig bis verkehrt-eiförmig-länglich, mit stumpfer oder gestutzter Spitze und kahl oder flaumig bis filzig behaart. Die Nebenblätter sind 1,5 bis 5 Millimeter lang, dornig und stehen schräg aufrecht. Blattstiele und Blattspindel sind nicht bleibend.
Die Schmetterlingsblüten stehen einzeln auf etwa 1 Millimeter langen Stielen. Der Blütenkelch ist 0,9 bis 1,2 Zentimeter lang, röhren- bis glockenförmig, kahl oder filzig behaart. Die Blütenkrone ist gelb und etwa 2,5 Zentimeter breit. Die Fahne ist breit eiförmig, mit kurzem Nagel und fein ausgerandeter Spitze. Der Nagel der Flügel ist halb so groß wie die Platte, die  Öhrchen sind klein und zahnförmig. Nagel und Platte des Schiffchens sind etwa gleich groß, das Öhrchen ist unauffällig. Der Fruchtknoten ist häufig kahl. Die Hülsenfrüchte sind zylindrisch, 4 bis 5 Zentimeter lang und 0,4 bis 0,5 Zentimeter breit. Der Kleinblättrige Erbsenstrauch blüht von Mai bis Juni, die Früchte reifen von Juli bis August.
Die Chromosomenzahl beträgt 2n=16.

## Vorkommen und Standortansprüche
Das natürliche Verbreitungsgebiet liegt in Russland in der Region Transbaikalien und in der Republik Tuwa, in der Mongolei und in den chinesischen Provinzen Gansu, Jilin, Liaoning, der Inneren Mongolei, Shaanxi und Shandong. Der Kleinblättrige Erbsenstrauch wächst in Heiden- und Dünengehölzen in 1000 bis 2000 Metern Höhe auf trockenen bis frischen, schwach sauren bis stark alkalischen, sandigen bis feinkiesigen Böden an sonnigen Standorten. Die Art ist wärmeliebend und frosthart.

## Systematik
Der Kleinblättrige Erbsenstrauch (Caragana microphylla) ist eine Art aus der Gattung der Erbsensträucher (Caragana) in der Familie der Hülsenfrüchtler (Fabaceae). Dort wird sie der Tribus Hedysareae in der Unterfamilie der Schmetterlingsblütler (Faboideae) zugeordnet. Jean-Baptiste de Lamarck hat die Art 1785 in Encyclopédie Méthodique. Botanique ... Band 1 Teil 2, Seite 615 als Caragana microphylla erstbeschrieben. Der Gattungsname Caragana leitet sich vom mitteltürkischen Wort „qaraqan“ ab, das einen Erbsenstrauch bezeichnet, das Artepitheton microphylla stammt aus dem Griechischen und bedeutet „kleinblättrig“.
Der Kleinblättrige Erbsenstrauch ist sehr formenreich. In Gebieten, in denen die Art zusammen mit Caragana korshinskii auftritt, entstehen natürliche Hybride.

## Verwendung
Der Kleinblättriger Erbsenstrauch wird selten aufgrund der dekorativen Blüten als Zierstrauch verwendet. Er wird jedoch zur Stabilisierung von Dünen, zum Wasserschutz und gegen Bodenerosion eingesetzt.

## Nachweise